# Alkyn

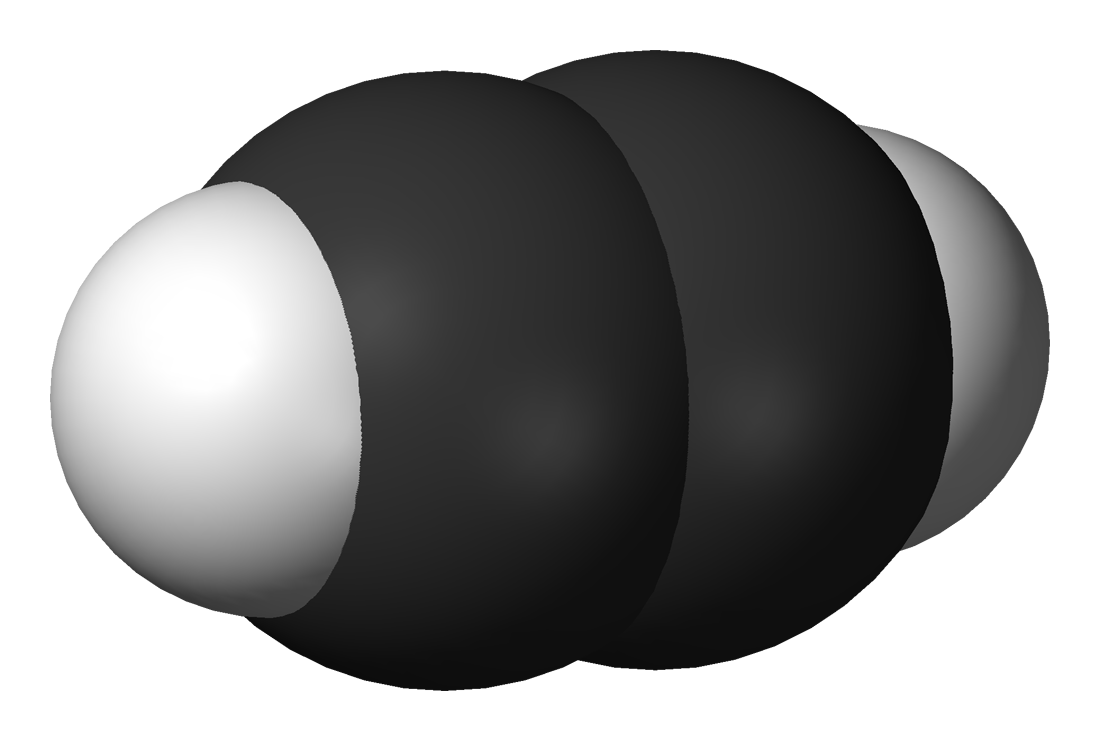
En bild som föreställer acetylen, den enklaste alkynen

Den generella formeln för alkyner

En alkyn är inom organisk kemi ett omättat kolväte med en trippelbindning. Den generella summaformeln är CnH2n–2. Alkyner har systematiska namn som slutar på -yn.
Alkyner är ganska reaktiva jämfört med alkaner och alkener. Liksom alkenerna så avfärgar alkyner bromvatten, det vill säga en lösning av brom i vatten.
Den enklaste alkynen, etyn (eller acetylen, strukturformel: H-C≡C-H) används till svetsning eftersom acetylen kan ge mycket höga temperaturer vid förbränning i ren syrgas. Andra enkla alkyner är propyn och butyn.